# Вја Торино I (Торино)
Вја Торино I је насеље у Италији у округу Торино, региону Пијемонт.
Према процени из 2011. у насељу је живело 4 становника. Насеље се налази на надморској висини од 219 м.